# Жмеяускас, Пранас Ионо
Пранас Ионо Жмеяускас — советский литовский хозяйственный деятель, Герой Социалистического Труда.

## Биография
Родился в 1898 году в Жеймяе. Член КПСС с 1955 года.
В 1945—1948 — бригадир, в 1948—1959 —
звеньевой племенного свиноводческого совхоза «Жеймяй» Министерства совхозов СССР в Ионавском районе Литовской ССР.
Указом Президиума Верховного Совета СССР от 11 апреля 1949 года присвоено звание Героя Социалистического Труда с вручением ордена Ленина и золотой медали «Серп и Молот».
Депутат Верховного Совета Литовской ССР 3-4-го созывов.
Умер в 1960 году в Жеймяе.

## Награды и звания
- Герой Социалистического Труда (11.04.1949)
- Орден Ленина (11.04.1949, 1950)
- Орден Трудового Красного Знамени (1948)